# آدم دورسون
آدم دورسون (بالتركية: Adem Dursun)‏ هو لاعب كرة قدم تركي في مركز الدفاع، ولد في 26 ديسمبر 1979 في Yıldızeli ‏ في تركيا. شارك مع منتخب تركيا تحت 17 سنة لكرة القدم ومنتخب تركيا تحت 19 سنة لكرة القدم ومنتخب تركيا تحت 21 سنة لكرة القدم. أما مع النوادي، فقد لعب مع أنقرة غوجو وبولو سبور وغازي عنتاب سبور وغنتشلربيرليغي وقيصري إيرسيسبور ونادي بشكتاش.

## وصلات خارجية
- آدم دورسون على موقع اتحاد تركيا (لاعب) (الإنجليزية)
- آدم دورسون على موقع قاعدة بيانات كرة القدم.إي يو (الإنجليزية)